# Wössinger Waldwiesen
Die Wössinger Waldwiesen sind ein vom Landratsamt Karlsruhe durch Verordnung vom 14. Dezember 1988 ausgewiesenes Landschaftsschutzgebiet auf dem Gebiet der Gemeinde Bretten im Landkreis Karlsruhe. 

## Lage und Beschreibung
Das 5,6 ha große Landschaftsschutzgebiet liegt etwa 2,5 km östlich von Walzbachtal-Wössingen im Oberen Schifftal im Entstehungsgebiet des Walzbachs. Naturräumlich gehört es zum Kraichgau. Im Süden grenzt das flächenhafte Naturdenkmal Hungerquelle an, welches gemeinsam mit den Landschaftsschutzgebiet ausgewiesen wurde.
Das Landschaftsschutzgebiet umfasst eine artenreiche Wiese mit Obstbäumen, die an drei Seiten von Wald umgeben ist. Das Tal öffnet sich nach Westen.

## Schutzzweck
Wesentlicher Schutzzweck des Landschaftsschutzgebietes ist laut Schutzgebietsverordnung „die Erhaltung von Tal- und Hangwiesen, eines Bachlaufes mit dessen Gehölzsaum sowie die Umwandlung einer Nadelholzaufforstung in eine standortgerechte Laubholzwaldung [sowie] von stufig aufgebauten Waldrändern.“